# FBLN5
FBLN5‏ (Fibulin 5) هوَ بروتين يُشَفر بواسطة جين FBLN5 في الإنسان.